# Mösch Lukács
Mösch Lukács (szerzetesi nevén Lucas a S. Edmundo) (Mainz, 1651 – Nikolsburg, 1701) a piaristák első magyarországi viceprovinciálisa, aki matematikai és költészetelméleti műveiről lett ismert.

## Élete
1651-ben Mainzban született Mösch Lukács. Német származású, magyarul talán nem is tanult meg, mégis „hazájának” nevezte Magyarországot, ahová a Lengyelországban töltött tanulmányi évei után került. Nagy klasszikus és „matematikai” műveltsége miatt előtt a Sobiesky, majd a Pálffy családnál házitanítónak kérték fel. (Pálffy Károly gróf Buda ostromához is magával vitte Möscht, s – állítólag – az ostromló csapatok sikeres felállítása az ő tervei alapján történt.) Közben rendi vezető feladatokat kapott: privigyei házfőnök lett (1688-1692, 1698-1700 között).
1692-ben a privigyei, breznóbányai és pozsonyszentgyörgyi ház commissarius generalisává nevezte ki Johannes Focius generális, majd 3 év múlva a magyar viceprovincia alkormányzójává tette; e tisztet 3 évig töltötte be. A magyar tartomány elöljárójaként nagy figyelmet szentelt az utánpótlás nevelésére, s mint magister novitiorum (1698-1699) folytatta áldásos tevékenységét. 1700. november 17-én a nikolsburgi házba ment, ott halt meg 1701. március 24-én.
Törekvéseivel kijelölte a magyar provincia továbbfejlődésének az irányát. A magyar irodalomtörténet-be költészettan tankönyvével került be.

## Művei
- Vita poetica per omnes aetatum gradus deducta, sive poesis tota vitalis, docens, canens et ludens  - Nagyszombat 1693